# Concorès
Concorès – miejscowość i gmina we Francji, w regionie Oksytania, w departamencie Lot.
Według danych na rok 1990 gminę zamieszkiwało 287 osób, a gęstość zaludnienia wynosiła 15 osób/km² (wśród 3020 gmin regionu Midi-Pireneje Concorès plasuje się na 779. miejscu pod względem liczby ludności, natomiast pod względem powierzchni na miejscu 584.).